# Maitum

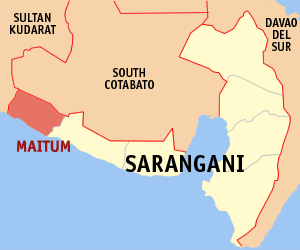
Bản đồ Sarangani với vị trí của Maitum

Maitum là một đô thị hạng 2 ở tỉnh Sarangani, Philippines. Theo điều tra dân số năm 2000, đô thị này có dân số 35.536 người trong 7.640 hộ, diện tích là 324,35 km². Toạ độ địa lý là 6°02′B 124°29′Đ / 6,033°B 124,483°Đ

## Barangay
Maitum được chia thành 19 barangay.
| - Bati-an - Kalaneg - Kalaong (Perret) - Kiambing (Linao) - Kiayap - Mabay (Cawa, Rudes) - Maguling (Luan) - Malalag (Pob. Maitum) - Mindupok - New La Union | - Old Poblacion - Pangi - Pinol - Sison (Edenton, Maligaya) - Ticulab - Tuanadatu - Upo - Wali (Green Field) - Zion |